# Національна партія (2006)
Національна партія (Міллій Фирка, МФ, крим. Milliy Fırqa, ملی فرقا‎) — кримськотатарська національна партія, що ставить за мету відродження кримськотатарської нації і збереження її національної території — Кримського Юрту.
У 2006 група громадських кримськотатарських діячів заявила про відновлення політичної партії під назвою «Міллій Фирка». МФ претендує на спадщину кримськотатарської Національної партії, що існувала за часів Кримської Народної Республіки.
В період незаконної анексії Криму «Міллі Фірка», на відміну від Меджлісу, підтримала російську окупацію[джерело?], і завдяки цьому була зареєстрована окупаційною владою незабаром після «референдуму».

## Засади
Партія ставить за мету відновлення кримськотатарської державності на теренах Криму, разом із тим інтеграцію з усім тюркським світом на засадах ісламу. Серед нагальних потреб народу МФ бачить:
- визнання Сюрґюну геноцидом кримських татар і злочином проти людства;
- найактивніше сприяння поверненню всіх кримських татар із заслання й створення умов для відновлення їхніх прав на свою землю та власність;
- надання кримській мові державного статусу в Криму на рівні з українською та російською;
- відновлення історичної топонімії в Криму, значно зміненої після Сюрґюну;
- створення повноцінної системи освіти рідною мовою, зокрема вищої.

МФ перебуває в опозиції до Меджлісу кримськотатарського народу. 6 вересня 2008 року партія звернулася до Президента Російської Федерації та підлеглої їй Республіки Татарстан на захист від «націоналістично налаштованої офіційної влади України»

З початку президентства Януковича, партія активно підтримує курс чинної влади, не зважаючи на згортання процесів відродження кримськотатарської культури на півострові, так як це дає змогу діяти на шкоду Меджлісу, маючи потужного союзника.
Деякий час в лавах партії перебував поет Едем Амет оглу Татаров.